# Вознесенский собор (Александровск)
Свято-Вознесенский собор — православный храм в городе Александровске, построенный в 1791 году. Один из самых древних храмов Луганской епархии Украинской православной церкви.

## История
В 1784 году жители слободы Юзбашивки (сейчас Александровск) попросили военного переселенца капитана Константина Юзбаша построить храм.
Губернская канцелярия выделила 120 гектаров для постройки церкви.
Когда появились материалы для постройки храма, обратились в Екатеринославское наместничество, с просьбой о разрешении и благословении строительства.
В 1785 году протоиерей Пётр Расевский освятил Свято-Вознесенскую церковь.
25 марта 1791 года в храм пришли первые прихожане.
Деревянный храм существовал до 1840 года, позже снесли старую постройку и на том же месте построили храм из кирпича, который стоит до сих пор.
Церковь посещал внук сестры Наполеона принц Мюрат.
В 1920—1930-е годы собор разорили, выкрали иконы и серебро, а также сломали колокольню.
В 1937 году Вознесенский собор был единственным храмом, действующим в Луганской области.
В 1955 году храм включён в список тех храмов, которые могли посещать иностранцы.
С 2012 года настоятелем храма является протоиерей Иаков Лобов.
Будучи на гастролях 2011году в Луганске, актёр Стас Садальский под куполом храма обнаружил, уникальную старинную трёх ликую икону с секретом, в которой одно изображение пряталось в другом — Бог-отец, Сын, и Святой Дух.
Теперь святыня занимает почетное место.

## Священнослужители
В храме служили:
- Феодор Базилевский с 1 сентября 1906 года[3].
- Кораблев с 1925 года по 1931 год[3].
- Николай Лебедь с мая 1933 года[3].
- Фирс Головков с 30 сентября 1942 года по 28 апреля 1943 года[3].
- Иван Кряковцев с 9 июля 1945 года[3].
- Георгий Ковалев 14 декабря 1945 года[3].
- Александр Попов 11 ноября 1946 года[3].
- Иоанн Олейник 11 апреля 1949 года[3].
- Михаил Шарапов с 26 марта 1959 года по 1 января 1968 года[3].
- Авксентий Сидоренко с сентября 1954 года[3].
- Димитрий Загреба с 16 октября 1971 года[3].
- Александр Пономаренко в июле 2002 года[3].
- Александр Михеев с декабря 2000 года по январь 2001 года[3].
- Николай Крылов с 2009 года[3].
- Марк Лобов с 2011 года[3].

## Архитектура
Собор выстроен из кирпича в русско-византийском стиле, в плане квадратный.
Купола храма имеют форму крестов на четырёх столбах, содержат семь бань.

## Устройство церкви
Особо почитаются в соборе следующие иконы:
- Святого мученика Трифона[2].
- Святителя Луки[2].
- Архиепископа Крымского[2].
- Святого преподобного Георгия Даниловского[2].

В храме установлен мощевик, подаренный схиархимандритом Зосимой, в котором находятся 64 мощей и кусочек Голгофского камня.
Работает воскресная школа, которую в среднем посещают 30 детей.
В церкви есть 2 хора — нотный и детский.
Служители собора посещают воинскую часть, праздничные концерты, городские мероприятия, встречаются со студентами из железнодорожного техникума.
Каждый день в храме проводят благотворительные обеды.